# Карбамазепин
Карбамазепи́н — противоэпилептическое лекарственное средство и нормотимик из группы производных карбоксамида. В основном используется в качестве противосудорожного препарата при больших судорожных припадках (тонико-клонических эпилептических приступах) и при фокальной психомоторной эпилепсии. В умеренной степени оказывает нормотимическое действие. Механизм действия карбамазепина до конца не изучен, но в целом он имеет сходство с механизмом действия противоэпилептических препаратов группы производных гидантоина (фенитоин).
Карбамазепин входит в перечень жизненно необходимых и важнейших лекарственных препаратов. В анатомо-терапевтической классификации зарегистрирован под кодом N03AF01.

## Свойства и получение
По физическим свойствам карбамазепин представляет собой белый кристаллический порошок, практически нерастворимый в воде (18 мг/л при температуре 25°С), растворимый в этаноле, пропиленгликоле, ацетоне и других органических растворителях. Температура плавления 190,2 °С.
Структурно карбамазепин близок к трициклическим антидепрессантам (например, имеет структурное сходство с имипрамином).
В готовых лекарственных формах карбамазепин может быть представлен в виде дигидрата.
Синтез карбамазепина:

## История
Карбамазепин был открыт в 1953 году химиком Вальтером Шиндлером в Базеле (Швейцария). В 1960 году Шиндлер разработал метод синтеза этого препарата, противоэпилептические свойства были обнаружены позднее.
В 1962 году карбамазепин стал первым на рынке препаратом, позволяющим лечить невралгию тройничного нерва. С 1965 года он начал использоваться в качестве противосудорожного в Великобритании, а в США был одобрен в 1974 году.
В 1971 году доктора Такэдзаки и Ханаока впервые использовали карбамазепин в терапии маниакальных синдромов у пациентов, невосприимчивых к антипсихотикам (препараты лития в то время не были доступны в Японии). Доктор Окума, работая независимо, с успехом использовал препарат в тех же целях. В этих двух исследованиях отмечались как противоэпилептические характеристики препарата, так и его свойства, позволяющие подавлять агрессию. Поэтому на протяжении 1970-х годов карбамазепин также исследовался на предмет лечения биполярных расстройств.
В России карбамазепин как лекарственное средство впервые был зарегистрирован в мае 1997 года под номером 97/167/1 и на данный момент широко представлен на фармацевтическом рынке под различными торговыми наименованиями, а также в виде дженериков.

## Фармакология

### Фармакодинамика
Механизм фармакологического действия карбамазепина полностью не изучен. По одной из основных версий, он связан с блокированием натриевых каналов в мембранах нейронов центральной нервной системы, позволяющих нервным клеткам генерировать потенциалы действия. При этом карбамазепин предположительно взаимодействует с рецепторами, связанными с медленными натриевыми каналами, блокируя этим самым их активацию. Уменьшение количества доступных для активации натриевых каналов (терапевтические концентрации препарата выводят из взаимодействия около половины каналов) повышает порог возбудимости нейронов. Таким образом карбамазепин снижает синаптическое проведение импульсов и препятствует возникновению серийных разрядов нейронов, благодаря чему повышается судорожный порог и уменьшается риск развития эпилептического приступа. Аналогичный механизм действия имеет дифенилгидантоин, хотя карбамазепин оказывает более выраженное воздействие на каналы.
Действие карбамазепина может быть связано также с усилением проводимости хлорных каналов, выражающимся в кратковременном воздействии на субъединицы α1, β2, γ2 ГАМКА-рецепторов, ассоциированных с данными каналами. Такой же, хотя и более выраженный, механизм действия имеет фенитоин.
Предположены и другие возможные способы действия карбамазепина, обусловливающие его противосудорожное действие: снижение высвобождения возбуждающего нейромедиатора глутамата, увеличение проводимости калиевых каналов или модуляция потенциал-зависимых кальциевых каналов.

### Фармакокинетика
Карбамазепин, попадая в печень, запускает индукцию экспрессии печёночной микросомальной ферментной системы CYP3A4, которая, в свою очередь, метаболизирует карбамазепин. После начала терапии карбамазепином концентрации его предсказуемы (соответствуют периоду полувыведения) и индивидуальны для каждого пациента. Однако после того, как достаточное количество карбамазепина появилось в тканях печени, активность CYP3A4 повышается, ускоряя клиренс препарата и укорачивая период полувыведения. Автоиндукция будет продолжаться с последующим увеличением дозы, но, как правило, плато достигают в течение 5—7 дней поддерживающей дозы. Увеличение дозы в размере 200 мг каждые 1—2 недели, вероятно, будет необходимо для достижения стабильного противосудорожного эффекта. Стабильные концентрации карбамазепина накапливаются обычно за 2—3 недели после начала терапии.
У пациентов с генетическим полиморфизмом метаболизм карбамазепина изменяется, так, например, носителям SCN1A IVS5-91G>A и EPHX1 c.337T>C аллеля требуются более высокие дозы карбамазепина. Кроме того, модели множественной регрессии концентрации доз карбамазепина также показали, что генетические варианты в SCN1A, EPHX1 и UGT2B7 генах интерактивно влияют на концентрацию дозы.
Для метаболизма карбамазепина характерно образование фармакологически активного метаболита — карбамазепин-10,11-эпоксида, в значительной мере обусловливающего риск побочных эффектов. В случаях, если побочные действия появляются на фоне терапевтической концентрации карбамазепина в крови, рекомендуют определять концентрацию карбамазепин-10,11-эпоксида:18.
Карбамазепину присуща высокая степень связывания с белками плазмы крови (альбумином) — 70—80%. Переносимость карбазепина ухудшается при снижении уровня альбумина в крови, так как повышение свободной фракции препарата в крови влечёт за собой появление побочных эффектов, даже если доза препарата не изменяется. Поэтому данный препарат нужно назначать с осторожностью при состояниях, сопровождающихся гипоальбуминемией, — в частности, при нарушении функции печени и почек; на фоне терапии карбамазепином не следует допускать голодания. Во время терапии желательно контролировать содержание альбумина в крови. К причинам гипоальбуминении относятся голодание, нарушение функции печени и почек, одновременное применение других препаратов, активно связывающихся с белками: препараты могут вытеснять друг друга из связей с белками:20.
Однако повышение дозы противоэпилептического препарата может привести к увеличению концентрации свободного вещества в плазме крови даже при нормальном уровне альбумина: отмечалось, что по мере увеличения концентрации препарата в крови процент его связывания с белками снижается. Такое возрастание уровня свободного (не связанного) препарата в плазме может приводить к развитию интоксикации, дозозависимых побочных эффектов:20.

## Применение
Карбамазепин применяют при психомоторной эпилепсии, сильных припадках, смешанных формах (главным образом при комбинации больших припадков с психомоторными проявлениями), локальных формах (посттравматического и постэнцефалитического происхождения). При малых припадках недостаточно эффективен.
Препарат используют для предупреждения развития судорожных припадков при синдроме алкогольной абстиненции (в условиях стационара), лечения спазмов мышц лица при невралгии тройничного нерва, глоссофарингеальной невралгии, болевого синдрома при диабетической невропатии, несахарного диабета центрального генеза, полиурии и полидипсии нейрогормональной природы.
Карбамазепин также используется при лечении аффективных расстройств. По имеющимся данным, препарат эффективен при биполярных расстройствах, причём его действие более выражено при маниакальном синдроме, чем при депрессии. Вместе с тем в отношении приступов депрессии он оказывает профилактический эффект. В ряде случаев карбамазепин более эффективен, чем препараты лития, и менее токсичен. При комбинации с литием могут усилиться нейротоксические побочные явления.
В 2010-х годах велись исследования эффективности карбамазепина в лечении неизбирательного, неподобающего сексуального поведения при лобно-височной деменции.

## Противопоказания
Препарат противопоказан при нарушениях сердечной проводимости, поражениях печени, при абсансах и миоклонических приступах:140. Не рекомендуется назначать препарат во время беременности.
Карбамазепин противопоказан, если синдром гиперчувствительности при его приёме наблюдался в прошлом либо у самого пациента, либо у его родственников:36 или при его приёме наблюдались другие тяжёлые аллергические реакции:58.

## Побочные эффекты
Карбамазепин вызывает побочные эффекты в пределах от 33—50 %, хотя большинство из этих побочных действий слабые, преходящие и обратимые. Дозозависимые побочные эффекты (такие, как нистагм, тошнота, сонливость), возникающие в течение нескольких часов после приёма карбамазепина и, по-видимому, обусловленные достижением «пика концентрации», могут редуцироваться при переходе на препараты пролонгированного действия (тегретол ЦР и другие):21.
К побочным действиям карбамазепина относятся гипергидроз, гиперсомния, сопор, желудочное расстройство, метеоризм, трофическая язва, выпадение волос (частота этого побочного эффекта составляет до 6%; прекращение терапии карбамазепином или снижение дозы всегда приводит к полному восстановлению роста волос:33), головная боль (у 10—15% пациентов), двоение в глазах (у 3—5% пациентов), седативный эффект и сонливость (сонливость отмечалась у 11% детей, принимавших карбамазепин), тремор (у 1% детей, принимавших карбамазепин), хорея, тики, астериксис, дистония, миоклонии, атаксия:51—53, смазанность речи, головокружение, замешательство, затуманенное зрение, сухость во рту.
Седативное действие карбамазепина может привести к стойкому или транзиторному нарушению когнитивных функций. Однако, являясь высокоэффективным противосудорожным препаратом, карбамазепин может также влиять на когнитивные функции положительно (за счёт купирования эпилептических приступов):120. Нарушение когнитивных функций, вызываемое приёмом карбамазепина, возникает на фоне высоких доз или быстрого наращивания дозы препарата. Так, было показано, что нарушения памяти (в том числе слуховой), внимания и зрительного восприятия возникают преимущественно при относительно высокой концентрации карбамазепина в плазме крови; эти побочные действия не выявляются при терапевтическом уровне препарата в плазме, если колебания его уровня сведены к минимуму.
В редких случаях приём карбамазепина может приводить к развитию психоза, мании.
Как и ряд других противоэпилептических препаратов, карбамазепин может вызывать аггравацию — учащение, утяжеление эпилептических приступов, возникновение у пациента новых видов приступов — в случае с карбамазепином это миоклонии, негативный миоклонус, абсансы, возможны появление феномена вторичной билатеральной синхронизации, учащение приступов, исходящих из дополнительной моторной зоны при лобной эпилепсии. При роландической эпилепсии возможно развитие ESES-синдрома:68. Иногда приём карбамазепина приводит к развитию эпилептического статуса. Аггравация при приёме карбамазепина встречается часто и может развиваться при многих видах эпилепсии: при ювенильной миоклонической эпилепсии, эпилепсии с изолированными генерализованными судорожными приступами, синдроме Леннокса — Гасто, синдроме Веста, роландической эпилепсии и др.:147—150
В отдельных случаях возможны потеря аппетита, тошнота, редко — рвота, нарушение аккомодации. Уменьшение или исчезновение побочных явлений происходит при временном прекращении приёма препарата или уменьшении дозы. Имеются также данные об аллергических реакциях, лейкопении, нейтропении, тромбоцитопении:29, агранулоцитозе, апластической анемии:28—29, сывороточной болезни, гепатитах (двух типов: гранулематозный гепатит и острый гепатит с гепатоцеллюлярным некрозом):26, кожных реакциях, эксфолиативном дерматите. При появлении этих реакций приём препарата прекращают.
Лекарственное поражение печени при применении карбамазепина возникает редко, в большинстве случаев является обратимым и проходит при отмене препарата. Оно может приводить к смерти от печёночной недостаточности, повлечь за собой необходимость трансплантации печени.
У детей частота таких побочных действий, как тошнота, рвота, диарея, составляет 9—14%. Частота запора — 2%, анорексии — 1%:23.
В 5% случаев карбамазепин вызывает повышение аппетита, которое приводит, как правило, к увеличению массы тела:24. Возможно также нарушение липидного обмена с повышением уровня холестерина и липидов низкой плотности. Эти изменения являются дозозависимыми, зависят также от длительности лечения и обратимы после отмены препарата или замены его на леветирацетам либо ламотриджин.
Карбамазепин может снижать концентрацию в крови андрогенов и эстрогенов, приводя тем самым к импотенции, гипосексуальности, нарушению менструального цикла:48 (аменорея, олигоменорея), снижая эффективность гормональных контрацептивов с низким содержанием эстрогенов:48, вызывая снижение фертильности у взрослых и гипогонадизм у детей. В частности, препарат уменьшает количество спермы, снижает подвижность и нарушает морфологию сперматозоидов.
Карбамазепин может негативно влиять на функцию щитовидной железы, вызывая гипотиреоз:49.
Крайне редко при приёме карбамазепина возможны язвенный колит, атония кишечника, холангит:23; также возможен панкреатит:26. Крайне редко возможна острая интерстициальная пневмония аллергического происхождения:44. В очень редких случаях карбамазепин может вызывать нарушения сердечной деятельности (нарушение сердечной проводимости, гипертензия, застойная сердечная недостаточность), чаще всего у предрасположенных к этому пациентов: у пациентов с заболеваниями сердца, со слабостью синусового узла и у пожилых пациентов, у детей с туберозным склерозом и рабдомиомой:45. В редких случаях карбамазепин вызывает аритмию:59. Также в редких случаях он может вызывать энцефалопатию:120.
Побочные эффекты со стороны почек, возникающие при приёме карбамазепина, встречаются редко. К ним относятся острый интерстициальный нефрит, гранулематозный некротизирующий ангиит, почечная недостаточность, задержка мочи:45. Приём карбамазепина может приводить к высвобождению антидиуретического гормона и повышать чувствительность почек к нему. Существуют данные о развитии синдрома неадекватной секреции антидиуретического гормона при лечении карбамазепина, этот синдром наблюдается в 1—2% случаев:50.
При длительном применении карбамазепин может вызывать такие хронические побочные эффекты, как мегалобластическая анемия, гипонатриемия:13. Карбамазепиновая гипонатриемия встречается, по разным данным, у 1,8—40% пациентов, принимающих карбамазепин. Она может сочетаться с задержкой жидкости и вызывать нарушения со стороны ЦНС: тошноту, сонливость, головокружение:49. Во многочисленных клинических исследованиях были изучены такие возможные факторы риска гипонатриемии, как возраст, доза (уровень) карбамазепина, полипрагмазия. При этом дозировка (уровень) карбамазепина и полипрагмазия, но не возраст были признаны предрасполагающими факторами риска гипонатриемии. Механизм антидиуретического влияния карбамазепина пока не ясен. Наиболее вероятный механизм включает в себя изменение либо чувствительности, либо точки установки осморецептора.
Карбамазепин может приводить к повышению уровня гомоцистеина, снижению уровня фолатов и витамина B6 в плазме крови; высказывается утверждение, что это может обусловливать риск развития сердечно-сосудистых заболеваний:50.
Препарат препятствует всасыванию в желудочно-кишечном тракте биотина (витамина H), имеющего большое значение для процесса роста и усвоения жиров, углеводов и белков. Нехватка биотина в организме может повлечь за собой опасные осложнения, в частности неврологические расстройства, а иногда и смерть:156.
Карбамазепин может влиять на метаболизм витамина D и негативно воздействовать на костную ткань, повышая тем самым риск остеопороза, а следовательно, риск переломов костей при длительном применении. В основном это характерно для женщин в перименопаузальном периоде. Есть данные, что карбамазепин может вызвать нарушения нервно-мышечной проводимости, а также единичные данные, что при длительном применении он способен вызвать иммунно-опосредованное поражение мышц, входящее в структуру волчаночно-подобного синдрома:46.
К тяжёлым и потенциально очень опасным осложнениям терапии карбамазепином относят такие системные реакции гиперчувствительности, как синдром Стивенса — Джонсона (крайнее проявление — токсический эпидермальный некролиз, или синдром Лайелла), синдром гиперчувствительности (Dress-синдром), коллагеноз (волчаночно-подобный синдром):35—37.
При терапии карбамазепином отмечалось транзиторное и обратимое нарушение слуха, преимущественно на высокие тона. После отмены карбамазепина наблюдалось восстановление слуха:54.
Следует учитывать возможность появления психических расстройств у больных эпилепсией, прошедших курс лечения карбамазепином.

### У беременных
С приёмом карбамазепина беременными связан риск развития у ребёнка дефектов нервной трубки, ротолицевых расщелин, гипоплазии пальцев/ногтей, дефектов сердца (к ним относятся единственный желудочек и дефект атриовентрикулярной перегородки, дефект межпредсердной перегородки), риск полидактилии, краниосиностоза, гипоспадии. Дефекты нервной трубки не развиваются, если беременная начинает принимать карбамазепин не менее чем через 4 недели после зачатия, то есть после закрытия нервной трубки; тем не менее его приём в этот период может приводить к другим порокам развития.
Метаанализ Meador и соавторов (2009 год), включивший данные 4411 женщин, которые принимали карбамазепин во время беременности, показал, что частота больших врождённых аномалий у детей таких женщин составляет 4,6% — этот риск ниже, чем при применении других противосудорожных препаратов. Согласно сведениям, содержащимся в Регистре беременности Великобритании, общая частота врождённых аномалий при монотерапии карбамазепином составляет 2,2%. Дефекты нервной трубки при приёме беременными карбамазепина встречаются в 0,5—1% случаев. Повышенная частота возникновения ротолицевых расщелин при внутриутробном воздействии карбамазепина отмечалась в ряде исследований; в одном из них эта частота превышала популяционный уровень в 24 раза.
При приёме карбамазепина во время беременности наблюдались замедление внутриутробного роста, пониженная масса тела у новорождённого, уменьшение объёма его головы.
Приём карбамазепина беременными может приводить к дефициту витамина К у плода и тем самым — к возникновению кровотечений у новорождённого и нарушению морфологии лица (рекомендуется профилактическое назначение витамина К женщинам, принимавшим карбамазепин, перед родами, а также новорождённым). Также отмечались случаи развития транзиторной гипербилирубинемии у новорождённых.
Проспективное исследование NEAD (Neurodevelopmental Effects of Antiepileptic Drugs), в котором изучались отдалённые когнитивные и поведенческие эффекты у детей, внутриутробно подвергшихся воздействию противосудорожных средств, выявило серьёзные нежелательные исходы у 14% детей, чьи матери принимали карбамазепин в период беременности. В частности, было выявлено негативное дозозависимое влияние препарата на вербальные функции детей, проявившееся в 2—3-летнем возрасте.

## Меры предосторожности
Перед назначением карбамазепина рекомендуется провести ряд обследований и проанализировать анамнез пациентов, см. Побочные эффекты противосудорожных средств#Перед началом терапии.
Пациентам с заболеваниями желудочно-кишечного тракта (и тем пациентам, у кого выявлены при УЗИ бессимптомные изменения органов брюшной полости или изменения показателей биохимического анализа крови — билирубина, АСТ, АЛТ, печёночных проб, амилазы) перед началом лечения карбамазепином необходима консультация гастроэнтеролога:57.
Кроме того, особенно важно перед началом терапии карбамазепином провести ЭКГ:57. Пациентам с сердечно-сосудистыми заболеваниями в анамнезе, особенно с указанием на аритмию, карбамазепин нужно назначать с осторожностью, перед началом приёма необходима консультация кардиолога:59.
Также перед началом лечения карбамазепином следует обратить особое внимание на уровень натрия в крови:57. Во время лечения, если возникают симптомы, позволяющие заподозрить гипонатриемию, необходимо снова измерить уровень натрия. При выявлении тенденции к гипонатриемии нужно ограничить количество потребляемой жидкости:49—50.
Пациентам с заболеваниями почек (особенно метаболической нефропатией) карбамазепин нужно назначать с осторожностью из-за риска гипонатриемии, развития нефрита:60.
Также с осторожностью следует применять карбамазепин при тромбоцитопении ниже 100 × 109/л, удлинении времени кровотечения, изменениях в коагулограмме:61.
С осторожностью назначают карбамазепин пациентам с аллергическими заболеваниями в анамнезе (атопическим дерматитом, бронхиальной астмой и др.), наличием в анамнезе тяжёлых аллергических реакций на лекарства и пищевые продукты у пациента либо его родственников первой линии родства (особенно у одного из близнецов):58.
При приёме противосудорожных препаратов следует регулярно проводить такие обследования, как общий анализ крови с определением количества тромбоцитов и времени крототечения, биохимический анализ крови, определение концентрации противосудорожного препарата в крови (при необходимости), общий анализ мочи, УЗИ органов брюшной полости и почек:63—65. Особенно важно при терапии карбамазепином осуществлять систематический подсчёт форменных элементов крови (и отменить препарат при угнетении кроветворения), оценку функции печени, почек. Также при лечении карбамазепином важно проводить оценку функции щитовидной железы, при клинической необходимости — измерять плотность костей. При отсутствии терапевтического эффекта или появлении побочных действий нужно определять концентрацию карбамазепина в крови. Учитывая риск развития атриовентрикулярной блокады, желательно во время терапии карбамазепином осуществлять контроль ЭКГ.
Пациентам, принимающим карбамазепин, следует избегать употребления избыточного количества жидкости:45.
При возникновении на фоне приёма карбамазепина кожной сыпи, даже слабо выраженной, следует отменить препарат по причине возможности её трансформации в синдром Стивенса — Джонсона:36.

### Беременность
Если женщина, принимающая карбамазепин, планирует беременность, его следует по возможности отменить. Для предотвращения незапланированной беременности нужно учитывать, что карбамазепин (как правило, в дозах выше 1200 мг/сут) снижает эффективность оральных контрацептивов, а также может снижать эффективность инъекционных и имплантируемых лекарственных форм гормональных контрацептивов. Некоторые эксперты рекомендуют женщинам, принимающим карбамазепин, применять для предотвращения беременности инъекции медроксипрогестона ацетата (Депо-Провера), вводимые с укороченным интервалом — 1 раз в 10 недель. Также могут применяться негормональные методы контрацепции либо оральные контрацептивы, в состав которых входит не менее 50 мкг эстрогенного компонента. Надёжным методом контрацепции является также внутриматочный.
При необходимости приёма карбамазепина во время беременности нужно применять его в виде монотерапии, разделив на несколько приёмов в сутки. В период беременности следует регулярно измерять концентрацию в сыворотке крови не связанной с белками фракции препарата. Концентрацию в крови рекомендуется измерять ежемесячно во втором триместре беременности и еженедельно — в третьем. При планировании беременности следует принимать во время зачатия фолиевую кислоту. Если женщина принимает карбамазепин в первом триместре (чего по возможности следует избегать), нужно принимать в первом триместре фолиевую кислоту, а также провести к 18-й неделе УЗИ с высоким разрешением. На протяжении последнего месяца беременности необходимо принимать витамин K; кроме того, витамин K нужно вводить новорождённому.
У женщин, начавших приём карбамазепина после зачатия, повышен риск тяжёлых побочных эффектов: агранулоцитоза, печёночной недостаточности, синдрома Стивенса — Джонсона.

## Передозировка
При передозировке может возникать учащение приступов (аггравация), вплоть до развития эпилептического статуса. Также могут наблюдаться нарушение сознания, нарушения сердечного ритма (синусовая тахикардия и атриовентрикулярная блокада), галлюцинации, гиперкинезы (хореиформные и миоклонические), атаксия, нистагм, гиперрефлексия, гипорефлексия, дыхательные нарушения. Характер и выраженность этих проявлений зависят от концентрации карбамазепина в плазме, причём учащение приступов — самый частый и прогностически неблагоприятный признак:138.

## Взаимодействие с другими лекарственными средствами
Можно назначать карбамазепин в сочетании с другими противоэпилептическими препаратами. Не следует назначать карбамазепин одновременно с необратимыми ингибиторами моноаминоксидазы (ниаламидом и др.) в связи с возможностью усиления побочных эффектов. Карбамазепин в сочетании с ингибиторами моноаминоксидазы приводит к опасной гиперстимуляции. При сочетании с трициклическими антидепрессантами, мапротилином возможны спутанность сознания, психоз:388. При сочетании с антидепрессантами группы СИОЗС усиливается такой побочный эффект карбамазепина, как гипонатриемия.
Ламотриджин может усиливать токсическое действие карбамазепина:19. В частности, сочетание этих двух препаратов может провоцировать развитие диплопии и атаксии:52—53. При сочетании карбамазепина с ацетазоламидом повышается риск нарушений остеогенеза, при сочетании с изониазидом — риск поражения печени. Сочетание с производными фенотиазина, пимозидом приводит к усилению угнетения ЦНС, снижению судорожного порога:387—388. Сочетание с диуретиками может привести к развитию гипергидропексического синдрома. Сочетание с препаратами дигиталиса приводит к усилению брадикардии, угнетению AV-проводимости.
Фенитоин уменьшает концентрацию карбамазепина в плазме крови посредством индукции CYP3A4, а карбамазепин, напротив, повышает концентрацию фенитоина в плазме — как предполагается, за счёт ингибирования CYP2C9/19:19. При сочетании карбамазепина с фенитоином возникают головокружение и диплопия, поддержание терапевтического уровня в плазме крови может быть затруднительно.
При сочетании карбамазепина с вальпроатами снижается концентрация вальпроатов в плазме крови и усиливаются токсические эффекты активных метаболитов карбамазепина — 10,11-эпоксидов. При данном сочетании повышается риск тератогенности, особенно в случаях наличия в семейном анамнезе дефектов нервной трубки.
Фенобарбитал и гексамидин ослабляют противоэпилептическую активность карбамазепина. Конкурентное использование пропоксифена с карбамазепином может замедлить метаболизм карбамазепина, в результате чего повысится концентрация последнего в крови и увеличится токсичность. Замедление метаболизма карбамазепина, повышение его концентрации в крови и усиление токсичности отмечаются и при использовании антагонистов кальция, циметидина:387—388, антибиотиков-макролидов. Бензодиазепины усиливают эффект карбамазепина, цизаприд снижает его эффект:387—388. Примидон также снижает эффект карбамазепина.
Карбамазепин снижает эффект ламотриджина, топирамата, зонисамида, этосуксимида, клоназепама, антитромботических средств, глюкокортикоидов, гормональных контрацептивов, доксициклина, итраконазола, мебендазола, примидона, сердечных гликозидов, хинидина, эстрогенов:387, непрямых антикоагулянтов, теофиллина, усиливает эффект десмопрессина:387—388, повышает нейротоксические эффекты препаратов лития.
В сочетании с верапамилом увеличивается концентрация в плазме и появляется снотворный эффект.

## Режим дозирования

### Основное
Назначают внутрь (во время еды) или после еды взрослым, начиная с 0,1 г (1/2 таблетки) 2—3 раза в день, постепенно увеличивая дозу до 0,4—1,2 г (2—6 таблеток) в день.
Средняя суточная доза для детей составляет 20 мг на 1 кг массы тела, то есть в среднем в возрасте до 1 года от 0,1 до 0,2 г в день; от 1 года до 5 лет 0,2—0,4 г; от 5 до 10 лет — 0,4—0,6 г; от 10 до 15 лет — 0,6—1 г в день.

### При гиперкинезии
Имеются данные об эффективности препарата в ряде случаев у больных с различными гиперкинезами. Начальную дозу 0,1 г постепенно (через 4—5 дней) увеличивали до 0,4—1,2 г в сутки. После 1—4 нед. снижали дозу до 0,1—0,2 г в день, затем в тех же дозах назначали ежедневно или через день в течение 1—2 недель.

### При невралгии тройничного нерва
Назначают карбамазепин при невралгии тройничного нерва, начиная с 0,1 г 2 раза в день, затем дозу повышают на 0,1 г в сутки при необходимости до 0,6—0,8 г (в 3—4 приёма). Эффект наступает обычно через 1—3 дня после начала лечения. После исчезновения болей дозу постепенно снижают (до 0,2—0,1 г в день). Назначают препарат длительно; при преждевременной отмене препарата боли могут возобновиться. В настоящее время карбамазепин рассматривается как одно из наиболее эффективных средств при этой патологии.

## Научные исследования

### Карбамазепин и судорожные припадки
Было проведено исследование 480 больных с парциальными и с вторично генерализованными эпилептическими припадками. Больные были случайно распределены по группам, принимающим карбамазепин или вальпроат в течение 1—5 лет. Эффективность обоих препаратов при лечении генерализованных эпилептических припадков была практически одинакова, а при лечении сложных парциальных судорог карбамазепин был более эффективен, чем вальпроат, по четырём из пяти оцениваемых параметров:
- По общему количеству приступов
- Числу приступов в месяц
- Продолжительности периода ремиссии
- Интенсивности судорожных приступов.

Суммарное число пациентов в ремиссии после испытаний при приёме карбамазепина было 34 % (75 % — при генерализованных тонико-клонических судорогах, 62 % — при сложных парциальных судорогах).
Это позволило сделать вывод о том, что карбамазепин и вальпроат можно применять с одинаковой эффективностью при лечении вторично генерализованных эпилептических припадков, но при сложных парциальных судорогах эффективнее карбамазепин.

### Карбамазепин и биполярное расстройство
В исследованиях, изучающих влияние галоперидола на купирование острого маниакального состояния, проведённых с участием 2022 пациентов, удалось показать, что нет особенных различий в эффективности галоперидола, рисперидона, оланзапина, карбамазепина и вальпроатов, однако при применении галоперидола была более высокая частота двигательных расстройств.

### Карбамазепин и триггерная зона невралгии тройничного нерва
Чтобы исследовать взаимосвязь между эффективностью карбамазепина и наличием триггерной зоны для диагностики невралгии тройничного нерва, карбамазепин был введён 61 пациенту[малая выборка!] с подозрением на невралгию тройничного нерва. Все пациенты прошли обследование посредством магнитно-резонансной томографии либо компьютерной томографии. Окончательный диагноз был поставлен челюстно-лицевым хирургом и нейрохирургом. Из 61 пациента 50 был поставлен окончательный диагноз «невралгия тройничного нерва», а у 6 — атипичные лицевые боли. Карбамазепин был эффективен в качестве обезболивающего у 45 из 50 пациентов (90 %) с невралгией тройничного нерва и у 5 из 11 пациентов (45 %) с другими заболеваниями. Тем не менее карбамазепин облегчил боль некоторых пациентов, не страдающих невралгией тройничного нерва. У 30 из 31 пациента (97 %) с особой триггерной зоной и у 20 из 30 (67 %) без триггерной зоны была диагностирована невралгия тройничного нерва, из чего сделан вывод, что эффективность карбамазепина является вспомогательным показателем невралгии тройничного нерва, а наличие особой триггерной зоны является сильным индикатором.

## Лекарственные формы
По состоянию на 2012 год на фармацевтическом рынке в России присутствуют различные торговые марки карбамазепина: «Зептол» фирмы Sun Pharmaceutical Industries (Индия), «Тегретол» от фирмы Novartis (Франция), «Финлепсин» от Pliva (Польша), а также множество дженериков производства России, Канады, Индии и Китая со значительным разбросом цен. В основном карбамазепин выпускается в форме таблеток по 200 мг («Тегретол» также представлен таблетками по 400 мг). Кроме этого, фармацевтическое предприятие Novartis производит карбамазепин в форме сиропа 100 мг/5 мл (под той же торговой маркой) для применения в педиатрии.
Ряд производителей выпускают лекарственные формы карбамазепина с модифицированным высвобождением — таблетки пролонгированного действия (ретард) по 200 и 400 мг. Помимо торговых марок «Зептол», «Тегретол ЦР» и «Финлепсин ретард» от вышеуказанных производителей, данная лекформа производится также российским предприятием ОАО «Акрихин ХФК» под наименованием «Карбалепсин ретард». Важным преимуществом пролонгированной формы является возможность приёма 1—2 раза в день (как правило, однократно на ночь). У некоторых больных при переходе на таблетки ретард может потребоваться коррекция дозировки, хотя обычно необходимости в повышении дозы не возникает.
Разработчиками модифицированных лекарственных форм указывается, что пролонгированная лекарственная форма обеспечивает поддержание более стабильной концентрации карбамазепина в крови без «пиков» и «провалов», что, по их данным, позволяет повысить эффективность терапии даже при использовании относительно низких доз, а также снизить частоту и выраженность осложнений, связанных с резким повышением уровня плазменной концентрации препарата (таких, как головокружение, сонливость, потеря координации и др.).
Однако, по результатам независимого мета-анализа результатов десяти проведённых клинических исследований, было установлено, что только в одном из них проявились статистически значимые различия между пролонгированной и обычной формами карбамазепина, выразившиеся в снижении количества приступов у пациентов, которым назначались таблетки-ретард. В остальных исследованиях существенных различий в эффективности обнаружено не было. И хотя больные, принимавшие модифицированную форму карбамазепина, как правило, испытывали меньше побочных эффектов (определённое уменьшение их числа было зафиксировано в четырёх испытаниях из девяти), авторами анализа отмечено, что имеющихся данных недостаточно для формулировки достоверных выводов.
В настоящее время появляются и другие разработки новых лекарственных форм карбамазепина. Так, в декабре 2011 года сотрудниками исследовательского центра фирмы Novartis сообщалось, что ими разработана методика получения нанокристаллов карбамазепина при помощи технологии электрораспыления с последующим отжигом при высоких температурах. Растворимость и скорость растворения нанокристаллов карбамазепина увеличились значительно по сравнению со стандартными частицами карбамазепина, плохо растворимого при обычных условиях. В публикации утверждается, что в технологиях электрораспыления есть потенциал для производства лекарственных форм с повышенной биодоступностью, методика производства которых может быть легко интегрирована в непрерывный фармацевтический производственный процесс.